# Philip Yorke, 3:e earl av Hardwicke
Philip Yorke, 3:e earl av Hardwicke, född 1757, död 18 november 1834, var son till Charles Yorke.
Philip Yorke var parlamentsledamot 1780–1790. Han efterträdde sin farbror, Philip Yorke, 2:e earl av Hardwicke, som earl av Hardwicke 1790. Han var lordlöjtnant för Cambridgeshire 1790–1834. Han var också lordlöjtnant på Irland 1801–1806. Han utsågs till Privy Councellor 1801. Han utnämndes till riddare av Strumpebandsorden 1803, på order av Georg III av England.
Yorke gifte sig 1782 med lady Elizabeth Scot Lindsay (1763–1858), dotter till James Lindsay, earl av Balcarres.

## Barn
- Lady Anne Yorke (d. 1870), gift med John Savile, Earl of Mexborough of Lifford (1783–1860)
- Philip Yorke, Viscount Royston (1784– omkom till havs utanför Lübeck 1808)
- Lady Catherine Freeman Yorke (1786–1863), gift med Du Pre Alexander, Earl of Caledon (1777–1839)
- Lady Caroline Harriet Yorke (d. 1873), gift med John Sommers Somers-Cocks, Earl Sommers (1788–1852)
- Lady Elizabeth Margaret Yorke (d. 1867), gift med Charles Stuart, Baron Stuart de Rothesay (1779–1845)
- Charles James Yorke, Viscount Royston (1797–1810)